# Ясова
Ясова (словац. Jasová) — село, громада округу Нове Замки, Нітранський край. Кадастрова площа громади — 19.93 км².
Населення 1133 особи (станом на 31 грудня 2019 року).

## Історія
Ясова згадується 1434 року.

## Населення
| Рік:            | 1994. | 2004.   | 2014.   | 2024.   |
| --------------- | ----- | ------- | ------- | ------- |
| Кількість осіб: | 1257  | 1201    | 1189    | 1136    |
| Різниця:        |       | -4,45 % | -0,99 % | -4,45 % |

| Рік:            | 2023. | 2024.   |
| --------------- | ----- | ------- |
| Кількість осіб: | 1135  | 1136    |
| Різниця:        |       | +0,08 % |